# En kluven stad
En kluven stad är en svensk dokumentärfilm från 1998 i regi av Anders Wahlgren. Filmen är en kritisk skildring av byggandet av Centralbron i Stockholm.